# Franz Xaver von Zach

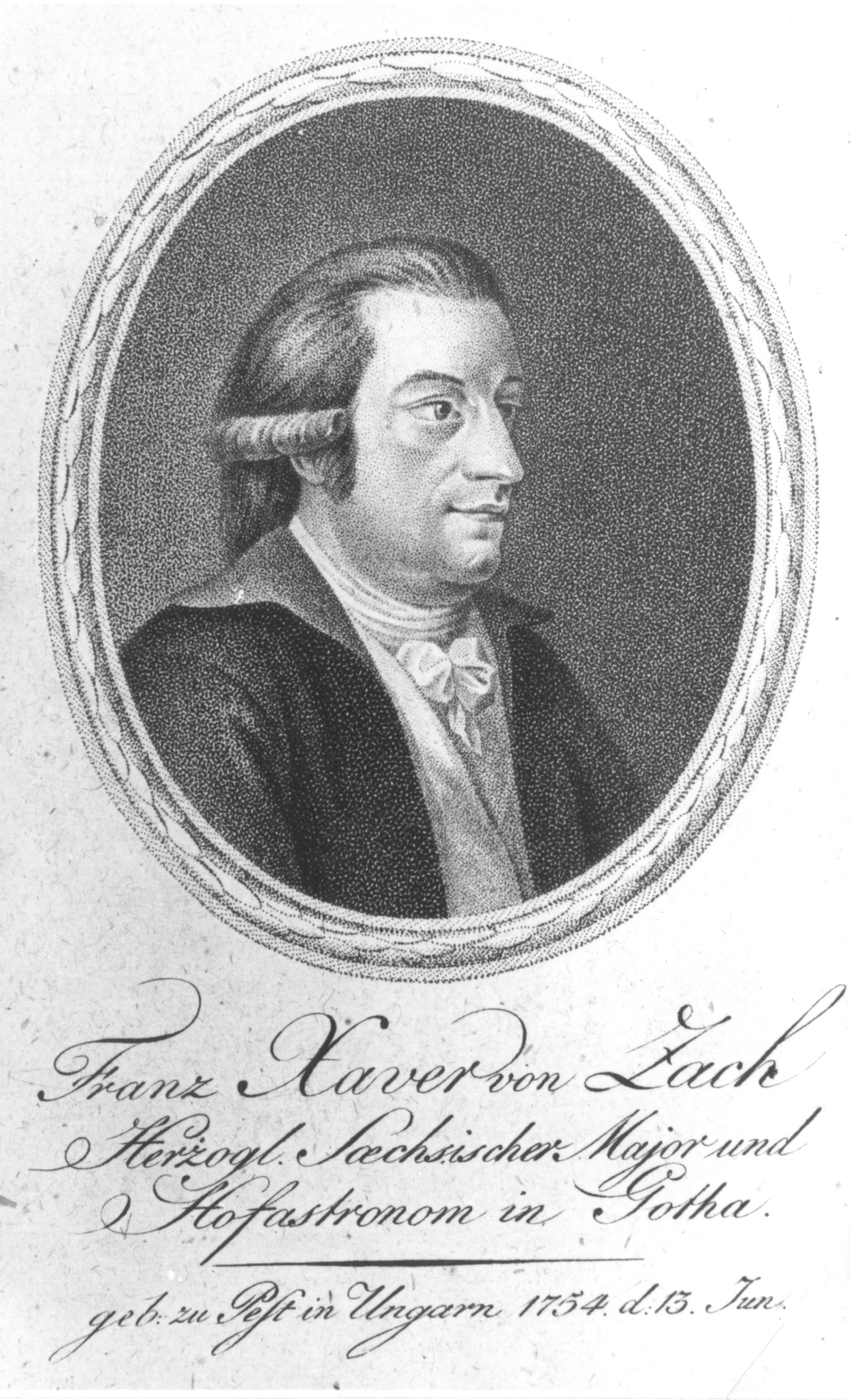
Franz Xaver von Zach

L'attraction des montagnes, 1814

Franz Xaver Freiherr (seit 1801) von Zach (* 13. Juni 1754 in Pest, heute Budapest; † 2. September 1832 in Paris) war ein österreichisch-deutscher Astronom, Geodät, Mathematiker, Wissenschaftshistoriker und Offizier. Er machte sich vor allem um die Erforschung des Sonnensystems und die Organisation der internationalen Astronomie verdient, was unter anderem durch die Benennung eines Mondkraters (Zach) und eines Asteroiden ((999) Zachia) gewürdigt wurde. Er war auch Gründer der ersten naturwissenschaftlichen Fachzeitschriften und veranstaltete 1798 den ersten Astronomenkongress.
Baron Zach lebte und arbeitete in mehreren Staaten Europas. Seine bedeutendste Wirkungsstätte war Gotha (1786–1806), wo er ein modernes Observatorium, die Seeberg-Sternwarte, errichtete und mit vorzüglichen Instrumenten ausstattete. Vorher hatte er Vermessungsarbeiten in Österreich geleitet und längere Zeit in London bei Hans Moritz von Brühl als Gesellschafter, Erzieher und Mitarbeiter gelebt. Ab 1809 hielt er sich vornehmlich in Marseille sowie in Genua und Paris auf.
Er war ein sehr kontaktfreudiger Mensch von „farbigem Charakter“ und ein äußerst effektvoller Organisator der im Umbruch befindlichen Wissenschaften. Er hatte Beziehungen zu zahlreichen Kollegen und Persönlichkeiten seiner Zeit. Sein reger Briefwechsel mit Carl Friedrich Gauß und Astronomen wie Wilhelm Olbers, Friedrich Wilhelm Bessel oder Hieronymus Schröter oder sowie vielen politischen Entscheidungsträgern ist eine Fundgrube für Historiker und für Zusammenhänge zwischen Gesellschaft, Forschung und Politik.

## Astronom und Manager der Wissenschaft

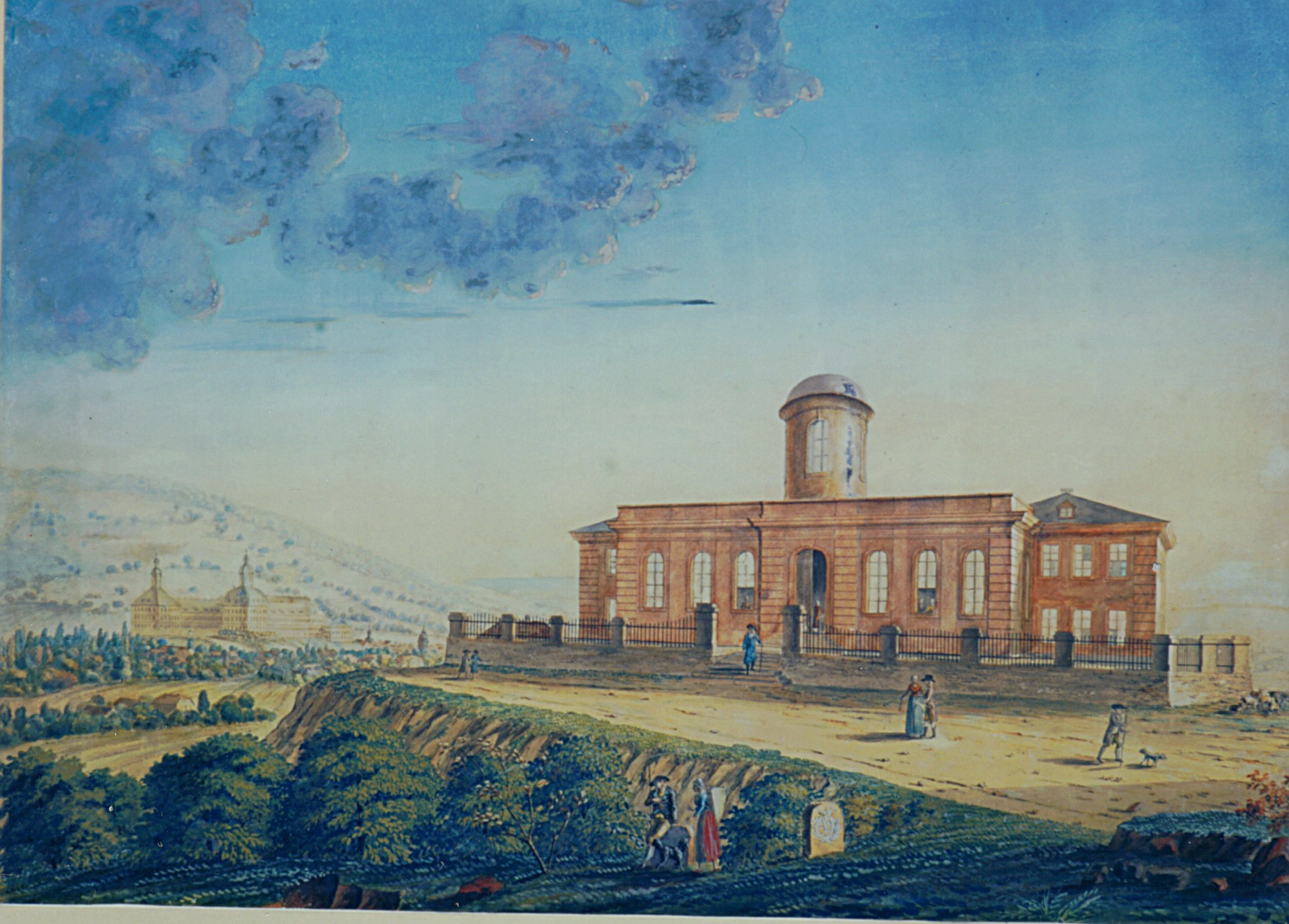
Sternwarte Seeberg, ca. 1800

Das Observatorium auf dem Seeberg bei Gotha, das Zach von 1787 bis 1806 leitete, gründete er im Dienste von Herzog Ernst II. von Sachsen-Gotha-Altenburg. Als Offizier und Hofastronom an der Sternwarte Gotha war er Ausbilder von zahlreichen bedeutenden Wissenschaftern.
Er begann 1786 als Obristwachtmeister und verließ 1806 Gotha als Haushofmeister der Witwe des 1804 verstorbenen Herzogs im Range eines Generalmajors mit dem Titel Exzellenz.
In Gotha bildete er junge Wissenschafter als Adjunkten in Theorie und Praxis der damaligen Astronomie aus. Sie nahmen dann in verschiedenen Ländern Europas ihre Forschungen auf. Hervorzuheben wären die Astronomen Johann Gottlieb Bohnenberger in Tübingen, Tobias Bürg an der Univ. Wien, Johann Karl Burckhardt am Pariser École Militaire, die Mathematiker Johann Pasquich (1753–1829) in Budapest und Johann Kaspar Horner in Zürich und schließlich der Altenburger Staatsbeamte Bernhard von Lindenau, der 1808 die Seeberg-Sternwarte übernehmen sollte.
Auch Forschungsreisende wurden von Zach angeleitet, unter anderem Ulrich Jasper Seetzen und Alexander von Humboldt, die er brieflich in aktuelle Methoden der Naturwissenschaften und den präzisen Umgang mit Messinstrumenten und deren Datenverarbeitung einführte. Freiherr von Zach gründete die ersten astronomischen Fachzeitschriften: Allgemeine Geographische Ephemeriden (1798), Monatliche Correspondenz zur Beförderung der Erd- und Himmelskunde (1800 bis 1813) und Correspondance Astronomique (1818 bis 1826). Er veranstaltete den ersten Astronomenkongress, der 1798 in Gotha rund zwanzig Vertreter der internationalen Astronomiegemeinde versammelte. Anlass dazu war der Besuch des französischen Astronomen Jérôme de Lalande in Gotha, der hier Kontakt mit europäischen Fachkollegen aufnehmen wollte und konnte. 1798 wurde Zach in die American Academy of Arts and Sciences gewählt. Einige Zeit lehrte er an der Universität Lemberg und arbeitete an deren Observatorium.

## „Himmelspolizey“, Rechenmethoden und Wissenschaftsgeschichte
Wegen der damals aktuellen Suche nach weiteren Planeten gründete er 1800 mit Johann Hieronymus Schroeter (1745–1816) in Lilienthal die Astronomische Gesellschaft, um die Verbreitung von Fachwissen und neuester Entdeckungsdaten zu fördern. Auch die dort gegründete Himmelspolizey, die zahlreiche europäische Sternwarten zur Suche nach Asteroiden vereinte, geht maßgeblich auf seine Initiative zurück. Ihr gelangen die Wiederauffindung von Ceres 1801 sowie in den Jahren 1802 bis 1807 die Entdeckungen der drei Planetoiden Pallas, Juno und Vesta.
Als geodätisch tätiger Astronom hat Zach junge Fachkollegen in die Technik der Beobachtung eingearbeitet und bei der präzisen Auswertung der Daten beraten, die vor der Erfindung der Methode der kleinsten Quadrate durch Gauß um 1810 sehr viel Erfahrung erforderte. In die Geodäsie führte er den Gebrauch des Sextanten und zur Zeitübertragung die Methode der Pulverblitz-Signale ein. Den wissenschaftlichen Nachwuchs beriet und motivierte er und empfahl ihn bei der Besetzung freier Stellen. Nur ganz selten wurden Zachs Empfehlungen missachtet – so bei Karl Rümker, der dann statt an Hamburgs neuer Sternwarte ein berühmter Astronom in Australien wurde (siehe Komet Encke).
Zachs eigenes Observatorium, die Seeberg-Sternwarte auf dem Gothaer Seeberg, war um 1800 eine der modernsten Forschungsstätten. Im Sommer 1801 stattete ihr Goethe einen langen Besuch ab, den er als „angenehm und lehrreich“ beschrieb und 1829 im Roman Wilhelm Meisters Wanderjahre literarisch verarbeitete.
Baron Zach begründete in Gotha neben der Sternkunde auch die wissenschaftliche Geografie, die dort später von Stieler, Perthes und Petermann fortgeführt wurde. Seiner Neigung zur Organisation und Geschichte der Wissenschaften folgte er noch in späteren Jahren. 1806 verließ Zach Gotha für immer. Er begleitete als Haushofmeister die verwitwete Herzogin Marie Charlotte Amalie nach Marseille und Genua, wo diese 1827 starb.
Auch während dieser Zeit blieb Zach mit seinen astronomischen Kollegen in Kontakt. Er gab weitere Veröffentlichungen heraus, vor allem die Correspondance astronomique, die von 1818 bis 1826 erschien, aber nicht die Bedeutung der Monatlichen Correspondenz erreichte. Zach zog wegen seines Steinleidens dann nach Paris, wo er 1832 an der Cholera starb. Sein Grab mit dem von Lindenau gesetzten Gedenkstein auf dem Friedhof Père-Lachaise ist heute noch erhalten.
Der Text auf der Grabplatte lautet:

„DEM HIMMELSKUNDIGEN

FRANZ XAVER VON ZACH

SEIN DANKBARER SCHÜLER UND FREUND

BERNHARD VON LINDENAU.“

## Sternatlas

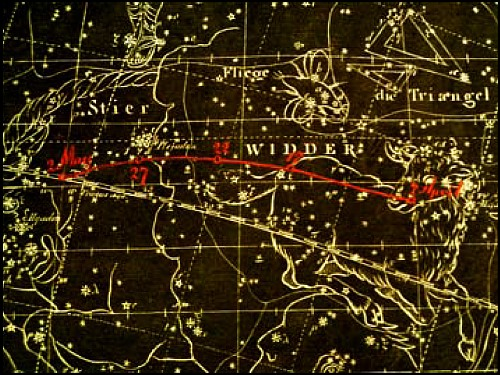
Stich aus dem Himmels-Atlas

Zach zählt auch zu den ersten Forschern der Neuzeit, denen die Verbreitung astronomischen Wissens für die Allgemeinheit am Herzen lag. Als bemerkenswertestes Beispiel dieser Bestrebungen sei der mit Christian Friedrich Goldbach herausgegebene Sternatlas genannt:
„NEUESTER HIMMELS-ATLAS zum Gebrauche für Schul- und Akademischen Unterricht, nach Flamsteed, Bradley, Tob. Mayer, De la Caille, Le Français de Lalande und v. Zach, in einer Manier, mit doppelten schwarzen Stern-Charten bearbeitet; durchgehend verbessert, und mit den neuesten astronomischen Entdeckungen vermehrt von C. F. Goldbach. Revidirt auf der Sternwarte Seeberg bey Gotha; und mit einer Einleitung begleitet vom Hrn. Obristwachtmeister von ZACH.“
Der Sternatlas erschien 1799 im Verlage des Industrie-Comptoirs Weimar und beinhaltete 52 Kupferstiche „in Schwarzerkunst“ (eine bis dahin unübliche, aber didaktisch eindrucksvolle Darstellungsmanier mit hellen Sternen auf dunklem Hintergrund), und weitere (übliche) Kupfer auf weißem Grund.

Zum Anliegen dieser Publikation schreibt F. v. Zach in der Einleitung: 

„Bey gegenwärtiger Unternehmung war es daher Hauptzweck, Liebhabern und Anfängern in der Sternkunde eine Reise durchs zahllose Stern-Heer zu erleichtern. Der unterscheidende Charakter gegenwärtiger Karten, vor allen andern dieser Art, ist vorerst, dass alle Umrisse der Sternbilder, alle Sternzeichen, Buchstaben und Benennungen auf schwarzen Grunde weiß dargestellt werden. Eine Probe und Ankündigung dieser Karten habe ich in dem September-Hefte der Allgemeinen geographischen Ephemeriden 1798 S. 212 mitgetheilt, und ich hegte damals schon die Meinung, dass solche Himmelskarten in Schwarzerkunst für angehende Astrognosen, für Kinder, unverkennbare Vorzüge vor den gewöhnlichen haben müssten, weil Karten dieser Manier den gestirnten Himmel viel deutlicher versinnlichen, die Aehnlichkeiten, Gestalten, Lagen und Configurationen der Sterngruppen weit fasslicher dem Auge darstellen, dasselbe bei nächtlicher Erleuchtung nicht blenden und ermüden, wie dies der Fall bei den gewöhnlichen Karten auf weißen Grunde ist. […]“

## Eine modern anmutende Operation
Nach längerem Wirken in Frankreich (ab 1809) und in Italien schloss er 1821 in Genua Freundschaft mit dem Berner Arzt und Chirurgen Rudolf Abraham von Schiferli (1775–1837), der als Oberhofmeister der russischen Großfürstin Anna Feodorowna während eines Kongresses in Verona weilte. Vom folgenden regen Briefwechsel sind einige Schreiben nach Bern erhalten, in deren Themen von 1826 bis zu Zachs Tod dessen Blasensteine einen „gewichtigen“ Platz einnehmen. Nach Schiferlis Diagnose ließ sich Zach in Paris vom Urologen Jean Civiale (1792–1867) nach einer neuen Methode behandeln: Mit dem „Lithotriptor“, der durch die Harnwege eingeführt wurde, konnten die Steine zerbohrt und anschließend unblutig ausgespült werden.
Selbstironisch und wissenschaftlich akribisch schildert der Astronom dem Arzt seine Leidensgeschichte und lässt den heutigen Leser der Briefe die Krankheitsphasen emotional miterleben – mit ihrer Bewältigung, Entmutigung, Hoffnung auf die neue Behandlungsmethode, die Freude über die (nur scheinbare) Genesung und die Ergebung ins Geschick. Zach dokumentiert in den Briefen diese bahnbrechende Neuerung der Urologie und stellt einen schillernden und gleichzeitig exakten Zeitzeugen der damaligen Medizin und der Zustände im Königreich Sardinien und im Paris der Restauration dar. Zachs Mut, sich der Vorgängermethode der Lithotripsie zu unterziehen, entspricht jener Entscheidungsfreude, die auch sein wissenschaftliches Leben prägte.